# لي جونغ يون
لي جونغ أون (هانغل: 이정은);(من مواليد 23 يناير 1970) هي ممثلة كورية جنوبية.   اشتهرت عالميًا بدورها كمدبرة منزل مون-غوانغ في فيلم طفيلي ،  الذي فاز بأربع جوائز أوسكار وأصبح أول فيلم غير ناطق باللغة الإنجليزية يفوز بجائزة أفضل فيلم . 

## روابط خارجية
- Lee Jeun-eun في هانسينما
- [http://www.imdb.com/name/nm7553003/ Lee_Jung-eun

] في قاعدة بيانات الأفلام على الإنترنت
- Lee_Jung-eun على قاعدة بيانات الأفلام الكورية
- Lee_Jung-eun at Play DB